# Sabine Braun
Sabine Braun, 2002

Link zum Bild

Sabine Braun (* 19. Juni 1965 in Essen) ist eine ehemalige deutsche Leichtathletin, die im Siebenkampf jeweils zweimal Welt- und Europameisterin sowie einmal Olympiadritte wurde.

## Werdegang
Ihre internationale sportliche Karriere, die sich über zwei Jahrzehnte erstreckte, begann im August 1983 mit den Junioreneuropameisterschaften, die sie mit einem zweiten Platz beendete. 1984 nahm sie an den Olympischen Spielen in Los Angeles teil und wurde Sechste; bei den Spielen 1988 in Seoul kam sie auf den 14. Platz. 1990 errang sie bei den Leichtathletik-Europameisterschaften in Split Gold und 1991 bei den Weltmeisterschaften in Tokio ebenfalls Gold.
Bei den Olympischen Spielen in Barcelona erreichte sie die Bronzemedaille hinter Jackie Joyner-Kersee (USA) und der 1993 wegen Dopings gesperrten Irina Belowa (RUS). Sie erreichte 6649 Punkte (Einzelergebnisse: 13,25 s – 1,94 m – 14,23 m – 24,27 s – 6,02 m – 51,12 m – 2:14,35 min). Zuvor in diesem Jahr hatte sie beim Mehrkampf-Meeting Götzis, das sie insgesamt viermal für sich entschied, ihre persönliche Bestleistung mit 6985 Punkten erzielt (Einzelergebnisse: 13,11 s – 1,93 m – 14,84 m – 23,65 s – 6,63 m – 51,62 m – 2:12,67 min), die bis heute deutschen Rekord bedeutet.
1993 gewann Braun bei den Weltmeisterschaften in Stuttgart Silber, und 1994 verteidigte sie ihren Titel bei den Europameisterschaften in Helsinki. Bei den Olympischen Spielen 1996 in Atlanta wurde sie Siebte. 1997 gewann sie gleich zwei WM-Titel: bei den Hallenweltmeisterschaften in Paris im Fünfkampf und bei den Weltmeisterschaften in Athen im Siebenkampf. In Athen startete sie auch im Weitsprung, scheiterte dort aber in der Qualifikation. Einem vierten Platz bei den Weltmeisterschaften 1999 in Sevilla, bei der sie den Bronzerang um drei Punkte verfehlte, und einem fünften Platz bei den Olympischen Spielen 2000 in Sydney folgte als krönender Abschluss ihrer Karriere der Gewinn der Silbermedaille bei den Europameisterschaften 2002 in München.
Sabine Braun ist 1,74 m groß und wog in ihrer aktiven Zeit 65 kg. Sie war die erste deutsche Leichtathletin, die an fünf Olympischen Spielen teilnahm. Sie wurde bis 1999 13 Jahre lang von Gertrud Schäfer trainiert.
Zunächst startete sie für den LAV Düsseldorf, 1987 für die LG Bayer Leverkusen und danach für den TV Wattenscheid 01 Leichtathletik, für den die gelernte Industriekauffrau heute als Nachwuchstrainerin tätig ist. Sabine Brauns Lebensgefährtin ist die ehemalige Speerwerferin Beate Peters, von der sie gegen Ende ihrer Laufbahn auch als Trainerin betreut wurde.

## Auszeichnungen
- 2002 wurde Sabine Braun mit dem Rudolf-Harbig-Gedächtnispreis ausgezeichnet.
- 2004: Ehrenring der Stadt Bochum[4]